# Триумфът на червилата (роман)
Вижте пояснителната страница за други значения на Триумфът на червилата.
Триумфът на червилата е четвъртият роман на американската писателка Кандис Бушнел издаден през 2005 г.

## Сюжет
разкриване на сюжета
 Внимание:  Текстът по-долу разкрива сюжета на произведението (или части от него)!
Трите бизнес-дами от Ню Йорк – Нико О`Нийли, Уенди Хийли и Виктори Форд представляват красивото лице на американската мечта. Те вече не са онези героини, които търсят своя „тузар“, а сами са се превърнали в такива. Виктори е най-нашумелият дизайнер, Уенди е президент на Парадър Пикчърс продуцира сигурен хит, а Нико е редактор на списание „Бонфайър“. Те са съответно номера 8, 12, и 17 в списъка на 50-те най-влиятелни жени в Ню Йорк. Проблемът е, че от позицията на Виктори, Нико и Уенди нещата не изглеждат точно така прекрасни, за каквито ги мислят другите. Нико се забърква в невъзможна и материално обвързваща сексуална връзка с манекен на бельо. Новата колекция на Виктори претърпява пазарен неуспех, а дванадесетгодишният брак на Уенди с метросексуалния ѝ съпруг, играещ ролята на домакиня е пред провал. Три способни и властни дами в мъжкия свят на бизнеса, в атмосферата на Манхатан – с дух на пари, жажда за власт и мания за блясък, са със своите амбиции, възходи и падения, тайни желания, и морални дилеми. Три мъжки момичета – нежни, чувствителни и раними, ще трябва да се преборят за своето щастие и ще узнаят цената на триумфа.

## Герои
- Нико О`Нийли – редактор на списание „Бонфайър“ – „библия“ на поп-културата за шоу бизнес, мода, и политика (по прототип на списание „Entertainment Weekly“);
- Уенди Хийли – президент на филмовата компания „Парадър Пикчърс“
- Виктори Форд – моден дизайнер

## ТВ адаптация
Телевизионния сериал „Триумфът на червилата“ е излъчен по телевизия „NBC“ от 7 февруари 2008 г. до 9 януари 2009 г. с участието на Брук Шийлдс като Уенди Хийли, Линдзи Прайс като Виктори Форд, и Ким Рейвър като Нико О`Нийли.